# パヴェウ・チビツキ
パヴェウ・チビツキ（Paweł Cibicki 、1994年1月9日 - ）は、スウェーデン・マルメ出身のプロサッカー選手。MKSポゴニ・シュチェチン所属。ポジションは、FW。

## 経歴

### クラブ
2006年、マルメFFの下部組織に入団。2012年11月にクラブと最初のプロ契約を結んだ。2013年7月のゲフレIF戦でトップチームデビュー。
2017年8月、リーズ・ユナイテッドAFCに移籍。契約は4年。移籍金は非公表ながら150万ポンドと推定された。9月のフットボールリーグカップ・バーンズリーFC戦で加入後初出場。
2018年7月3日、モルデFKにレンタル移籍した。
2019年1月11日、IFエルフスボリに買取オプション付きでの期限付き移籍(6か月)をした。

### 代表
両親がポーランド人であることから、当初は年代別のポーランド代表に選出されていた。
2016年8月、ポーランドとスウェーデンの両方から招集され、最終的に後者に応じた。

## 代表歴
- ポーランドU-19
- ポーランドU-20
- スウェーデンU-21
  - UEFA U-21欧州選手権2017

## タイトル

### クラブ
マルメ
- アルスヴェンスカン: 2013, 2014, 2017
- スヴェンスカ・スーペルクーペン: 2013, 2014